# 鈴木輝一郎
鈴木輝一郎（すずき きいちろう、本名同じ、1960年7月24日 -）は、日本の小説家、コラムニスト。
岐阜県大垣市出身・岐阜県在住。

## 経歴

### 学歴・小説家以外の職歴
岐阜県立大垣東高等学校卒業。日本大学経済学部卒業。
日大卒業後、ゲームメーカー・タイトーに入社し、東京で営業・店舗開発などに従事した。
1988年、タイトーを退社し、岐阜に帰り実家が営む（株）鈴木コテ製作所に入社した。はじめは工場で左官コテの製造、のちに営業に従事した。2002年、父親の死去にともない代表取締役に就任した。
文筆業のかたわら、月に10日ほど営業兼社長としてみずから車を運転し得意先まわりを続けていた。
2014年に鈴木コテ製作所を自主廃業した。

### 小説家としての経歴
タイトー在社中の25歳のとき、社員旅行の記事を社内報に書いたこととワープロ専用機を購入したことを契機に小説の執筆を思い立った。はじめて書いた短編小説を小説雑誌の新人賞に応募したところ予選を通過した。これ以降、会社勤めを続けながら小説を書き、新人賞に応募するようになった。
鈴木コテ入社後の1989年、東京で週1回、開かれる山村正夫の小説講座に岐阜から通いはじめた。ここで篠田節子らと知り合った。
1990年、小説現代ショートショート・コンテストに「金太郎侍」が入選し、星新一から「面白さも、たっぷり」と絶賛された。 山村正夫小説講座に講師としてきた編集者に渡した持ち込み原稿が採用され、1991年、『情断！』（講談社）でデビューした。1994年、短編小説「めんどうみてあげるね」で第47回日本推理作家協会賞（短編および連作短編集部門）を受賞した。
以後、推理小説・現代小説・時代小説・歴史小説・エッセイなどで活躍している。現代を舞台にしたミステリーでデビューしたが、最近は歴史小説の執筆に活動の重心を移している。

## エピソード
- 小説のうち、つぎの2作品は本人の体験をかなり忠実に反映している。『ご立派すぎて』は自身の見合い体験に基づいて，『ほどよく長生き死ぬまで元気遺産そこそこ遺書はしっかり』は、身内が倒れ、介護する身内がその無理で次々に倒れていくという、介護の連鎖地獄に基づいて書かれている。
- 父親は鈴木コテ製作所の前・代表取締役で、輝一郎が10歳のときから30年間にわたって大垣市の市議会議員を務めた。
- 「仕事と女性は来るもの拒まず」がモットーである。
- プロの小説家でありながら雑誌『本の雑誌』の読者投稿欄の常連投稿者である。同誌2005年8月号では第1回「三角窓口王」の称号を付与された。
- インターネットを草創期から利用している。ホームページやウェブ日記（1996年12月から現在まで）は小説家としてはかなり早い時期にはじめた。
- タイトーを退社したとき、オール讀物推理小説新人賞の最終選考に残っていたが、受賞はならなかった[2]。このときの受賞者は宮部みゆきであり、「かち合った相手が悪かった」と述懐している[3]。
- 2004年7月から2006年3月までNHK名古屋文化センターで、2010年4月から現在まで ぎふ中日文化センターで、小説講座の講師を担当している。名古屋での当時の受講生に、奥山景布子、水生大海がいる[4]。
- アルコール依存症をルーテル派の教会での信仰で克服したことを公にしている。その経験から「岐阜ダルク」などのボランティアに参加している[5]。
- 本人は短編28本・長編3本を新人賞に投稿しすべて落選、持ち込みでデビューしたが、小説講座では「プロデビューに新人賞は必須」と力説している。
- ネット小説からのプロデビューに関しては「執筆の間の長い孤独に精神が耐えられるかわからない」と否定的だったが自身の小説教室からえぞぎんぎつねなどネット小説からのプロデビューが増えるにしたがって考えを改めている。また文学フリマについては実際に参加して、販売した自身の作品がすぐに売り切れたのを見て「作品発表の新たな道」になりうると見解を示している。

## 作品

### 小説
- 『情断!』（講談社ノベルス、1991年）
- 『狐狸ない紳士』（光文社カッパノベルス、1992年）（光文社文庫、1997年）
- 『国書偽造』（出版芸術社、1993年）（新潮文庫、1996年）
- 『地球という名の方舟』（角川ノベルズ、1993年）
- 『雲雀 唐入り秀吉の影と陰』（出版芸術社、1994年）
  - のちに『秀吉 夢のまた夢』と改題（小学館文庫、2002年）
- 『ご立派すぎて』（講談社、1994年）（講談社文庫、1998年）
- 『首都誘拐』（祥伝社 ノン・ノベル、1994年）
- 『新宿職安前託老所』（出版芸術社、1995年）
  - のちに『めんどうみてあげるね 新宿職安前託老所』と改題（新潮文庫、1998年）
  - 収録作「めんどうみてあげるね」（短編）は第47回日本推理作家協会賞受賞作
- 『はぐれ五右衛門』（双葉社、1997年）（双葉文庫、2000年）
- 『美男忠臣蔵』（講談社、1997年）（講談社文庫、2000年）
- 『狂気の父を敬え』（新潮社、1998年）
  - のちに『織田信雄 狂気の父を敬え』と改題（学陽書房 人物文庫、2013年）
- 『白浪五人男』（新潮社、1999年）（双葉文庫、1999年）
- 『片桐且元』（小学館、2000年）（小学館文庫、2004年）
  - のちに『対決！！ 片桐且元 家康 真説大坂の陣』と改題して再刊（竹書房文庫、2014年）
- 『他人の不幸は銭の味』（小学館、2000年）
- 『死して残せよ虎の皮 浅井長政正伝』（徳間書店、2000年）
  - のちに『浅井長政正伝 死して残せよ虎の皮』と改題（学陽書房 人物文庫、2007年）
- 『真田密伝』（角川春樹事務所、2002年）
- 『三人吉三 明日も同じたぁつまるめえ』（双葉社、2002年）
- 『ほどよく長生き死ぬまで元気遺産そこそこ遺書はしっかり』（小学館、2002年）
  - のちに『ほどよく長生き死ぬまで元気』と改題（小学館文庫、2005年）
- 『中年宮本武蔵』（双葉社、2003年）
- 『罪と罠へのアドレス』（実業之日本社、2003年）
- 『幻術絵師、夢応のまぼろし』（河出書房新社、2003年）
- 『巴御前』（角川書店、2004年）
- 『信長が宿敵 本願寺顕如』（毎日新聞社、2005年）
  - のちに『本願寺顕如 信長が宿敵』と改題（学陽書房 人物文庫、2011年）
- 『燃ゆる想ひを』（河出書房新社、2005年）
- 『戦国の凰 お市の方』（河出書房新社、2007年）
  - のちに『お市の方 戦国の凰』と改題（講談社文庫、2011年）
- 『戦国の鬼 森武蔵』（出版芸術社、2007年）
- 『信長と信忠』（毎日新聞社、2009年）
- 『金ケ崎の四人 信長、秀吉、光秀、家康』（毎日新聞社、2012年）
- 『姉川の四人 信長の逆切れ』（毎日新聞社、2013年）
- 『長篠の四人 信長の難題』（毎日新聞出版、2015年）
- 『桶狭間の四人 光秀の逆転』（毎日新聞出版、2017年）
- 『光秀の選択』（毎日新聞出版、2020年）

### エッセイ
- 『戦国武将に学ぶ「風格」の研究 彼らにおける老いの品性・老いの真価とは』（祥伝社 ノン・ブック、2001年）
- 『吠えず芸せず噛みつかず』（河出書房新社、2001年）
- 『何がなんでも作家になりたい！』（河出書房新社、2002年）
- 『家族同時多発介護』（河出書房新社、2003年）
- 『時代小説が書きたい！』（河出書房新社、2004年）
- 『もしも義経にケータイがあったなら』（新潮新書、2005年）
- 『日本語の逆襲』（小学館、2007年）
- 『新・何がなんでも作家になりたい！』（河出書房新社、2013年）
- 『何がなんでも新人賞獲らせます！』（河出書房新社、2014年）
- 『何がなんでもミステリー作家になりたい！』（河出書房新社、2019年）
- 『印税稼いで三十年』（本の雑誌社、2021年）
- 『何がなんでも長編小説が書きたい!』（河出書房新社、2021年）